# Kim (roman)
Pour les articles homonymes, voir Kim.
Kim est un roman de l'écrivain anglais Rudyard Kipling qui paraît d'abord sous forme de feuilleton dans le mensuel américain McClure's Magazine entre 1900 et 1901, puis en volume dès octobre 1901 chez MacMillan & Co. L'histoire se déroule sur fond du conflit politique larvé qui oppose la Russie et le Royaume-Uni en Asie centrale : le Grand Jeu.

## Résumé
Kim (Kimball O'Hara), 14 ans, est orphelin de mère et d'un ancien soldat irlandais du régiment des Mavericks de l'armée des Indes. Il n'a pour tout héritage qu'un porte-amulette en cuir contenant trois documents : son certificat de naissance et des recommandations pour l'armée britannique et auprès d'une loge maçonnique, à laquelle son père était affilié. Sans instruction, il vit en rendant de menus services, surveillant des concurrents pour le compte de commerçants, portant des messages d'amour ou d'affaires qu'il ne sait pas lire. Ce qu'il sait, c'est qu'un jour il rencontrera « un grand taureau rouge sur un champ vert, avec le colonel sur son grand cheval et neuf cents diables » comme le lui avait prédit une bienfaitrice.
En attendant, Kim est le roi des rues de Lahore. Il parle à tous, quelles que soient la caste ou la religion de son interlocuteur, et est ainsi surnommé « l'ami de tout au monde ».
Un jour, il fait la rencontre d'un lama tibétain venu consulter les manuscrits du musée de la ville. Intrigué, Kim lui vient en aide et décide de le suivre dans sa recherche d'une source sacrée, espérant pour lui-même trouver en chemin son taureau rouge dans un pré vert. Commence alors une longue route à pied, en chemin de fer et en char à bœufs jusqu'aux contreforts de l'Himalaya. Les pèlerins rencontrent assez vite le régiment des Mavericks dont l’emblème est un taureau rouge sur fond vert. Sa vie change alors subitement de tournure. Le colonel du régiment le persuade d'aller à l'école des blancs où il apprendra à lire et a écrire l'anglais et la topographie en lui promettant une très bonne situation dès ses 17 ans s'il accepte. Kim cède à la proposition et se sépare, pour un temps, de son lama.
Sous la tutelle distante du colonel, du fait de sa vivacité d'esprit, de son aptitude à se fondre dans le décor, de sa connaissance des us et coutumes locales, il deviendra à 17 ans agent de renseignement au service de l'armée britannique, tout en se faisant passer pour le page de son lama tibétain retrouvé. A la fin, le lama a trouvé la source sacrée et Kim revient les bras chargés de documents pour son colonel, pris à deux espions, l'un français, l'autre russe, dans une bagarre.

## Analyse
Le roman sert de prétexte à la description de l'Inde multiculturelle dans laquelle avaient grandi les Anglo-Indiens comme Kipling, mais que les métropolitains méconnaissaient (et méprisaient) trop souvent à son avis. Kim sera l'homme indien nouveau, la synthèse de toutes ces cultures qu'il a apprises par expérience et non dans les livres. Dès le premier chapitre, le roman met en scène Kim à cheval sur le canon de Zam-Zammah que deux autres garnements, Chota Lal l'hindou et Abdullah le musulman, lui disputent vainement, dans un saisissant raccourci des différents cycles de l'histoire de l'Inde[réf. nécessaire]. La visite du musée, avec ses statues gréco-indiennes, rappelle que la culture indienne plonge ses racines dans un passé bien plus lointain et riche que celui de la Grande-Bretagne[réf. nécessaire]. Tout le livre vise, d'ailleurs, à faire comprendre et aimer les cultures et les peuples de l'Inde, auprès desquels les coloniaux anglais sont décrits souvent comme d'arrogants balourds.[réf. nécessaire]
Roman picaresque, roman de l'errance, Kim est aussi l'occasion d'évoquer la métamorphose du continent indien à la faveur de la rencontre entre l'Occident (les chemins de fer, le musée de Lahore, la présence de l'armée et des administrateurs britanniques) et l'Orient. Kipling dépeint la façon dont l'Inde et ses habitants s'approprient les hommes aussi bien que les choses et comment le monde moderne bouscule les traditions de l'Inde[réf. nécessaire], forçant par exemple les hindous à partager un siège dans le train avec des hommes d'une caste inférieure. Le train et la Grand Trunk Road sont d'ailleurs le théâtre où Kipling met en scène les multiples nations indiennes dans une véritable leçon d'ethnologie. Cette leçon en question, sous bien des aspects possibles, enseigne au fil de l'histoire les différentes cultures et l'organisation des ethnies. Tiraillé entre ces deux pôles d'influence, Kim fait l'objet de plusieurs crises identitaires au long du récit : « Qui est Kim ? », se demande-t-il souvent.
Rudyard Kipling s'inspira de la vie de Sarat Chandra Das pour son personnage du Hurree Chunder Mookerjee, l'agent E.17 de son roman.
Dans Culture et impérialisme, Edward W. Said analyse Kim en montrant comment le roman s'inscrit dans une culture impérialiste plus ou moins consciente. Par exemple, c'est parce que Kim découvre qu'il n'est pas indien, mais blanc, qu'il accède soudain à l'éducation et à divers privilèges, pour en définitive intégrer les services secrets britanniques. La hiérarchie entre les "races" n'est pas remise en question et la domination britannique est envisagée comme naturelle et durable.

## Influences et thèmes

### Littérature
Kim a exercé une influence durable sur le roman d'aventure et de science-fiction.
Le romancier John Eyton, fonctionnaire de l'empire britannique en Inde, écrit plusieurs romans manifestement inspirés par Kim : Kullu and the Carts (1927) (Kullu des charrettes), Bulbulla (1928) et Kullu and the Elephant (Kullu et les éléphants) (c. 1929), qui racontent l'histoire d'un adolescent anglo-indien à la croisée des deux mondes.
En science-fiction, les romans de Leigh Brackett et les œuvres dérivées, comme les premiers épisodes de la série Darkover de Marion Zimmer Bradley, témoignent de l'influence de Kim dans leur fascination pour l'exotisme, pour le fourmillement de civilisations diverses, pour le mystère et parfois l'ésotérisme. Les relations entre terriens et autochtones ressemblent à celle des britanniques envers les populations de l'Inde. Le roman de Robert A. Heinlein, Citizen of the Galaxy (Citoyen de la galaxie) trahit l'influence de Kim dans ses décors exotiques, les récits d'espionnages en arrière-plan, et des détails comme les techniques de mémorisation qui évoquent le jeu de Kim.
The Lotus and the Wind (Le Lotus et le Vent), de John Masters, a aussi pour toile de fond le Grand jeu, et l'un des personnages principaux est à la recherche d'une illumination spirituelle.
Des citations ainsi que des idées empruntées au roman forment des pans entiers du roman de Tim Powers, Declare, avec une biographie de Kim Philby qui s'intègre dans un contexte décrit avec beaucoup d'exactitude historique.
En 2004, Laurie R. King publie un roman policier dont les héros, Sherlock Holmes (emprunté à Conan Doyle) et Mary Russell vont en Inde pour sauver Kim, désormais adulte.
T.N. Murari a publié deux ouvrages, The Imperial Agent (Agent de l'empire) (1987) et The Last Victory (La Dernière Victoire) (1988), qui retracent la carrière adulte de Kim, décrivant ses efforts pour concilier ses racines indiennes avec sa loyauté envers la Grande-Bretagne au moment de la montée des nationalismes indiens.
Par ailleurs, dans son roman Le Sentier des nids d'araignées, Italo Calvino nomme un de ses personnages Kim. Ce dernier s'identifie au protagoniste de Kipling.
Dans le chapitre "Gênes" de son livre Bourlinguer, Blaise Cendrars parle cite à plusieurs reprises Kim dont il s'inspire pour une cure de repos dans le tombeau de Virgile, à Naples.

### Cinéma
Dans le film Le Patient anglais, Kip, sapeur indien engagé dans l'armée britannique et originaire de Lahore, cite plusieurs endroits décrits dans le roman de Kipling (notamment le canon de Zam-Zammah) et dit que pour lui Kim représente les impérialistes étrangers qui occupent sa ville et son pays.

### Philosophie
Hannah Arendt, dans L'Impérialisme (deuxième volume des Origines du totalitarisme) prend Kim comme modèle de l'aventurier né qui s'épanouit dans le Grand Jeu dont le roman rapporte, selon elle, la légende : « L'absence de but est ce qui fait le charme de l'existence de Kim » (L'Impérialisme, 3, III).

### Autres
(en) Peter Hopkirk, Quest for Kim : In search of Kipling's Great Game, Londres, John Murray, 1996, 274 p. (ISBN 0-7195-5560-4) (Une quête pour Kim : À la recherche du Grand Jeu de Kipling) retrace les événements historiques qui ont servi de toile de fond à Kipling.

## Éditions françaises
- Kim, traduit par Louis Fabulet et Charles Fountaine-Walker, Paris, Mercure de France, « Collection d'auteurs étrangers », 1902
- Kim, traduit par Pierre Coustillas, dans Œuvres, tome III, Paris, Gallimard, « Bibliothèque de la Pléiade » no 429, 1996

## Adaptations
- MGM a produit une adaptation du roman, Kim, mise en scène par Victor Saville en 1950 avec Errol Flynn, Paul Lukas, Robert Douglas, Cecil Kellaway et Dean Stockwell dans le rôle de Kim. La musique du film est d'André Previn.
- Une version télévisée du roman, Kim (en), est diffusée en 1984 avec Peter O'Toole, Bryan Brown, John Rhys-Davies, Julian Glover et Ravi Sheth dans le rôle de Kim.